# Ceroctis tenuepubens
Ceroctis tenuepubens es una especie de coleóptero de la familia Meloidae.

## Distribución geográfica
Habita en la Provincia de Nyanza (Kenia).